# Rapenburgwal

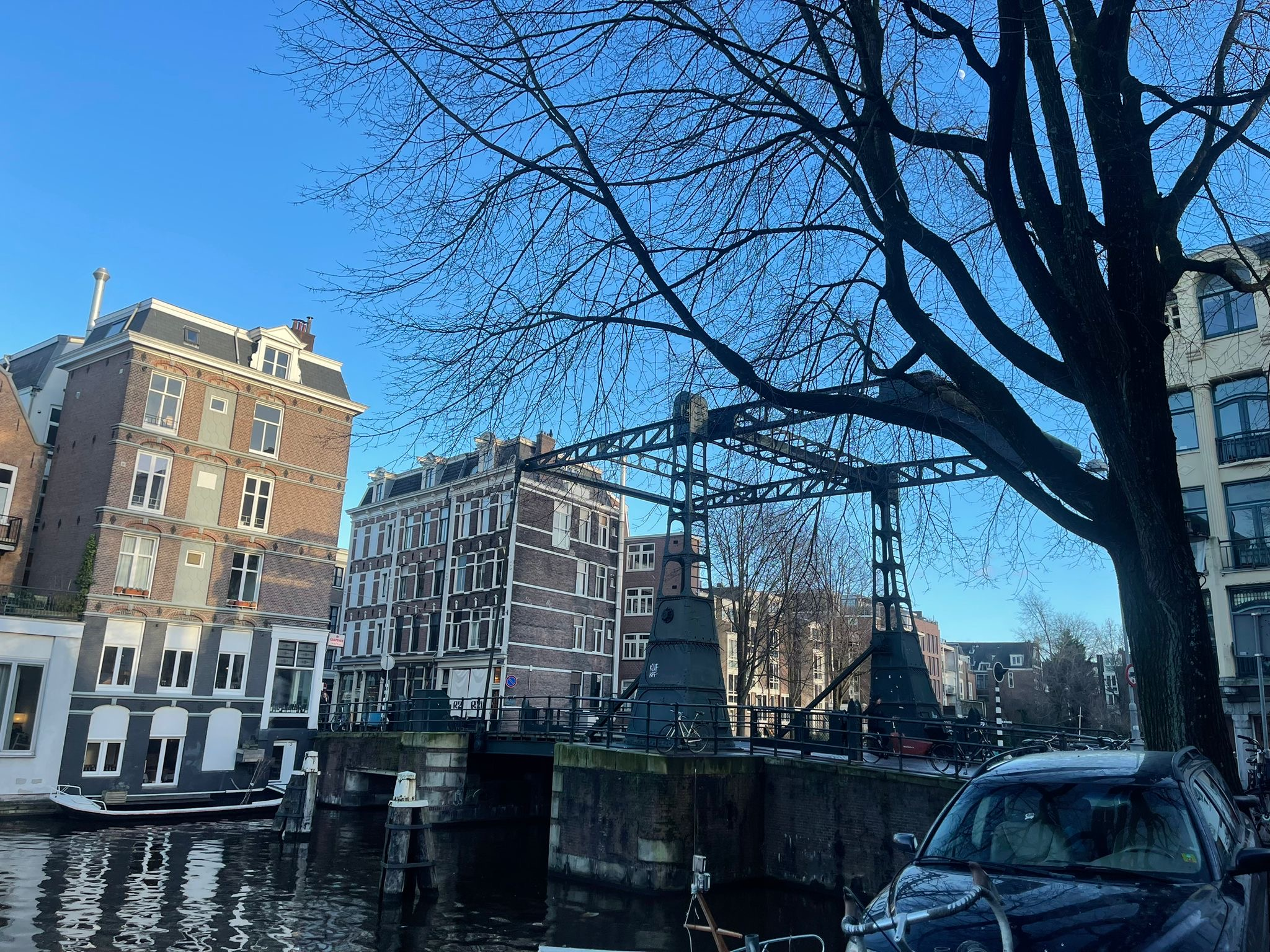
De Peperbrug (brug nummer 281)

De Rapenburgwal is een gracht in de Nederlandse stad Amsterdam. De gracht vormt de grens tussen de buurten/eilanden Rapenburg en Uilenburg in de wijk Lastage in het oostelijke gedeelte van het stadsdeel Centrum. De gracht verbindt de Oudeschans met de Uilenburgergracht. In het verlengde van de gracht ligt in noordwestelijke richting de Waalseilandsgracht, terwijl het gedempte Nieuwegrachtje in zuidoostelijke richting loopt. De gracht in aangelegd ten tijde van de aanplemping van Rapenburg dat onderdeel uitmaakt van de Tweede Uitleg eind 16e eeuw.
Aan de zuidwestzijde van de gracht ligt de Oostersekade direct aan het water. Aan de noordoostzijde van de gracht ligt de zuidwestelijke bebouwing van de straat Rapenburg.
De Peperbrug, gebouwd in 1929, overspant de gracht. Deze brug verbindt de Nieuwe Uilenburgerstraat op Uilenburg met de Peperstraat op het (schier)eiland Rapenburg.